# Angelica Soffia
Angelica Soffia (Abano Terme, 2 juli 2000) is een voetbalspeelster uit Italië. Ze speelt als verdediger voor AC Milan in de Serie A.

## Clubcarrière
Soffia begon met voetballen in een jeugdteam tussen de jongens van Godigese. In 2015 werd ze gescout door ASD Verona nadat een scout van de club haar over de maanden op meerdere regionale toernooien had bekeken. Op 6 februari 2016 speelde Soffia haar eerst wedstrijd in de Serie A in een met 3-0 gewonnen uitwedstrijd tegen Sam Bernardo Luserna. Soffia kwam tot zes optredens dat seizoen en verloor met haar club de finale van de Coppa Italia. Wel won ze op 28 september 2016 de Suppercoppa Italiana na een 2-0 overwinning op Brescia. Soffia kwam op 5 oktober 2016 in actie tegen BIIK Kazygurt in de Champions League 2016/17. De wedstrijd ging met 3-1 verloren. Nadat de selectie van ASD Verona een metamorfose onderging en Soffia een van de enige speelsters was die bleef, werd ze benoemd tot aanvoerder. Op 28 januari 2017 maakte ze vanaf de penaltystip haar eerste Serie A doelpunt in de 74e minuut in een 9-0 overwinning op A.S.D. Jesina.
Haar optredens in het seizoen 2017/18 zorgden ervoor dat Soffia een prijs won op de achttiende editie van de Gran Galà del Calcio. Het nieuw opgerichte AS Roma presenteerde Soffia samen met Verona teamgenote Emma Lipman voor Roma in het seizoen 2018/19.
Soffia maakte als rechtsback haar debuut voor AS Roma in de Serie A in een uitwedstrijd tegen US Sassuolo. Ook speelde ze meermaals als linksback, afgewisseld met Elisa Bartoli. In het volgende seizoen moest Soffia het vooral doen met een rol als invalster nadat nieuwe aanwinst Kaja Eržen een basisplaats kreeg. In haar derde seizoen verkreeg Soffia een vaste basisplaats in de Italiaanse hoofdstad.
In het seizoen 2020/21 had Soffia in de halve finale van de Coppa Italia een belangrijke rol in de overwinning op Juventus FC. Vijf jaar na het verlies in de finale wist Soffia als basisspeelster de Coppa Italia te winnen. Op 21 juli 2021 verlengde Soffia haar contract bij AS Roma tot de zomer van 2023.
Ondanks haar doorlopende contract, maakte Soffia in 2022 de overstap naar competitiegenoot AC Milan. Na twee seizoen verlengde ze haar contract tot medio 2027.

## Statistieken
| Seizoen | Club       | Land   | Competitie | Wedstrijden | Doelpunten |
| ------- | ---------- | ------ | ---------- | ----------- | ---------- |
| 2017/18 | ASD Verona | Italië | Serie A    | 5           | 4          |
| 2020/21 | AS Roma    | Italië | Serie A    | 19          | 1          |
| 2021/22 | AS Roma    | Italië | Serie A    | 18          | 0          |
| 2022/23 | AC Milan   | Italië | Serie A    | 21          | 1          |
| 2023/24 | AC Milan   | Italië | Serie A    | 16          | 1          |
| 2024/25 | AC Milan   | Italië | Serie A    | 22          | 0          |
| Totaal  | Totaal     | Totaal | Totaal     | 101         | 6          |

Laatste update: 4 juni 2025

## Interlandcarrière
Soffia maakte op 13 april 2021 haar debuut voor het Italiaanse nationale team in een wedstrijd tegen IJsland. In juni 2021 begon Soffia als rechtsback in een 1-0 vriendschappelijke overwinning op Nederland. In haar derde interland op 14 juni 2021 wist Soffia met twee doelpunten haar ploeg aan een 3-1 overwinning op Oostenrijk te helpen.